# 聻
聻，是《聊斋志异》的妖怪，传说人死变鬼，但鬼再死就变聻。而聻也会骚扰鬼。《成实论》也有人死为鬼，鬼死为聻。而人会怕鬼，鬼也会怕聻。在坪阳乡地区会在门上贴写聻字的灵符让鬼不敢进门。

## 出处
《淞滨琐话》卷三（柳青）：吾辈为一气之所流通，不能久而不灭，故世有鬼死为聻之说。
《夜谭随录·某别驾》：第贞烈之性，生得全归，而一行作鬼，乃为人窥素体，捉纤足，鬼而有知，吾恐自伤有污，必将投环而复作贞洁之聻耳。
《柳崖外编·饿鬼》：“今与汝约，速为我生之则可，不则鞭麻秆数千下，令汝化为聻。”
《柳崖外编·春药鬼》：“今我已为聻，隔世两尘，附于鬼身，而后祟子。”
《宣室志·冯渐制鬼》：“河东冯渐，名家子，以明经入仕，性与俗背。后弃官隐居伊水上。有道士李君以道术闻，尤善视鬼，朝士皆慕其能。李君后退归有博陵崔公者，与李君为僚，甚善。李君寓书于崔曰：‘当今制鬼，无过渐耳。’是进朝士咸知渐有神术数，往往道其名。别后长安中人率以‘渐’字题其门者，盖用此也。”
《聊斋志异·章阿端》：如是年余，女忽病，瞀闷懊憹，恍惚如见鬼状。妻抚之曰：“此为鬼病。”生曰：“端娘已鬼，又何鬼之能病？”妻曰：“不然。人死为鬼，鬼死为聻。鬼之畏聻，犹人之畏鬼也。
《耳食录·河东丐者》：乃痛恨闭居墓中，不复出，竟饿死为聻，而饥弥甚。